# Zacatepec, Oriental
Zacatepec är en ort i Mexiko.   Den ligger i kommunen Oriental och delstaten Puebla, i den sydöstra delen av landet, 170 km öster om huvudstaden Mexico City. Zacatepec ligger 2 368 meter över havet och antalet invånare är 10 204.
Terrängen runt Zacatepec är platt åt sydväst, men åt nordost är den kuperad. Runt Zacatepec är det ganska glesbefolkat, med 36 invånare per kvadratkilometer. Närmaste större samhälle är San Salvador El Seco, 18,7 km sydväst om Zacatepec. I omgivningarna runt Zacatepec växer huvudsakligen savannskog.